# Szemüvegesgébics-félék
A szemüvegesgébics-félék (Prionopidae) a madarak osztályának verébalakúak (Passeriformes) rendjébe tartozó család. 

Három nem és tizenkét faj tartozik a családba.
A Sibley–Ahlquist-féle madárrendszertan nem tekinti önálló családnak, hanem a varjúfélék (Corvidae) családjába sorolja őket.

## Rendszerezés
A családba az alábbi nemek és fajok tartoznak.
- Prionops  (Vieillot, 1816) – 8 faj
  - sisakos pápaszemesgébics (Prionops plumatus)
  - szürkebóbitás pápaszemesgébics (Prionops poliolophus)
  - koronás pápaszemesgébics (Prionops alberti)
  - szürkefejű pápaszemesgébics (Prionops caniceps)
  - gaboni pápaszemesgébics (Prionops rufiventris)
  - háromszínű pápaszemesgébics (Prionops retzii)
  - angolai pápaszemesgébics (Prionops gabela)
  - kékszemű szemüvegesgébics (Prionops scopifrons)

- Tephrodornis  (Swainson, 1832) – 2 faj.
  - Tephrodornis gularis
  - Tephrodornis pondicerianus

- Philentoma  (Eyton, 1845) – 2 faj.
  - Philentoma pyrhopterum
  - Philentoma velatum